# WG-Plein
Het WG-Plein is een plein in Amsterdam Oud-West. 

## Ligging en geschiedenis
Het WG-Plein ontstond eind 19e eeuw toen de Universiteit van Amsterdam een nieuw ziekenhuis bouwde aan de rand van de stad. Een groot complex ten behoeve van het academisch ziekenhuis, dat de naam Wilhelmina Gasthuis kreeg, werd vanaf 1891 volgebouwd met allerlei medische instellingen, die allemaal los van elkaar gebouwd werden (paviljoenbouw). Steeds meer onderdelen van het Binnengasthuis werden er ondergebracht, maar dat laatste zou nooit helemaal verdwijnen, ook op het WG-terrein was onvoldoende ruimte om alles te kunnen herbergen. Pas in de jaren tachtig van de 20e eeuw werden beide ziekenhuizen samengevoegd tot het Academisch Medisch Centrum in Amsterdam-Zuidoost. De meeste gebouwen van het Wilhelmina Gasthuis werden herontwikkeld tot woningen en bedrijvencentra. In 1985 was de herinrichting zover gevorderd dat de gemeente Amsterdam het terrein, tot dan toe bekend onder Eerste Helmersstraat 104 een eigen naam gaf. Per raadsbesluit van 3 april 1985 kreeg het de naam WG-Plein.

## Gebouwen
De meeste gebouwen op en rondom de terreinen zijn ook in de 21e nog te herkennen als delen van wat ooit een ziekenhuis was. Het grootste bouwblok wordt ook dan nog gevormd door de voormalige dubbele chirurgische kliniek die tevens de scheiding vormt met het Jacob van Lennepkanaal. Daartegenover staat WG-Plein 1-78, de voormalige oogkliniek met de beelden De nacht en De dag van Hildo Krop. Hier en daar is nieuwbouw neergezet zoals aan de aan de oostkant van het plein staande Wilhelmina Toren, dat echter haar adres heeft aan de Tweede Constantijn Huygensstraat.

## Kunst
Op het plein zijn twee vormen van kunst in de openbare ruimte te zien:
- een aantal beelden van Hildo Krop is verwerkt in de entree van de voormalige dubbele chirurgische kliniek
- De nacht en De dag van Hildo Krop op WG-Plein
- op het grondoppervlak ligt het kunstwerk Microben van Pauline Wiertz, ook al een verwijzing naar de geschiedenis van het plein.